# Quận Winston, Mississippi
Quận Winston là một quận thuộc tiểu bang Mississippi, Hoa Kỳ. Dân số thời điểm năm 2000 là 20/160 người. Quận lỵ đóng ở Louisville6.